# Antica Distilleria Sibona

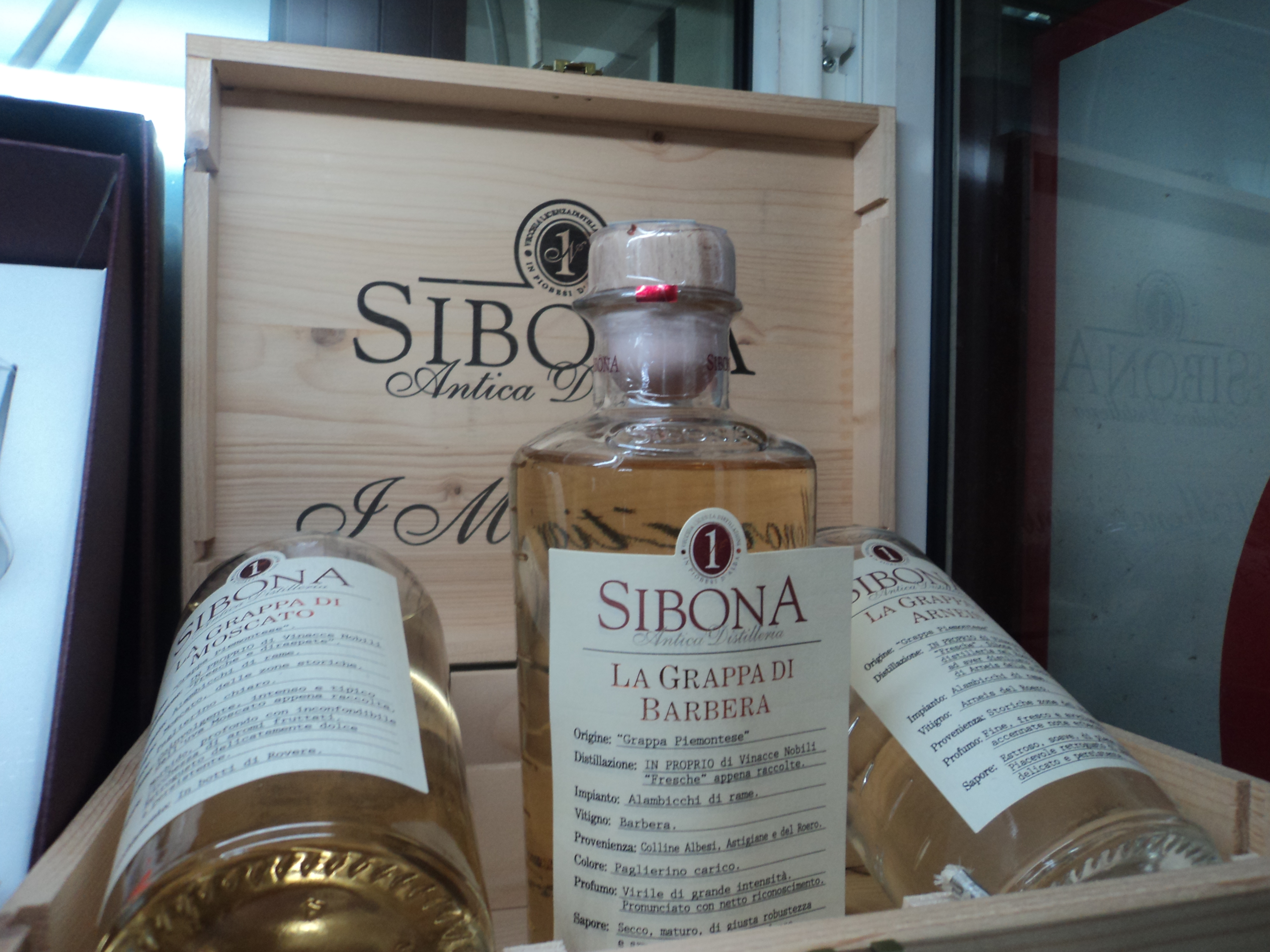
Cofanetto con bottiglie di grappa monovitigno

L'Antica distilleria Domenico Sibona s.p.a. (o Sibona s.p.a.) è un'azienda piemontese che produce grappe e distillati d'uva.

## Storia
La distilleria Sibona nasce agli inizi del Novecento e attraverso la distillazione a vapore produce grappe e distillati da mono vitigno. L'attività iniziò utilizzando una locomotiva a vapore per poi passare agli alambicchi di rame.
Ancora oggi utilizza il logo "N.1" in quanto possiede la prima licenza di distillazione rilasciata dall'ente certificatore.